# 미타그 레플레르 함수

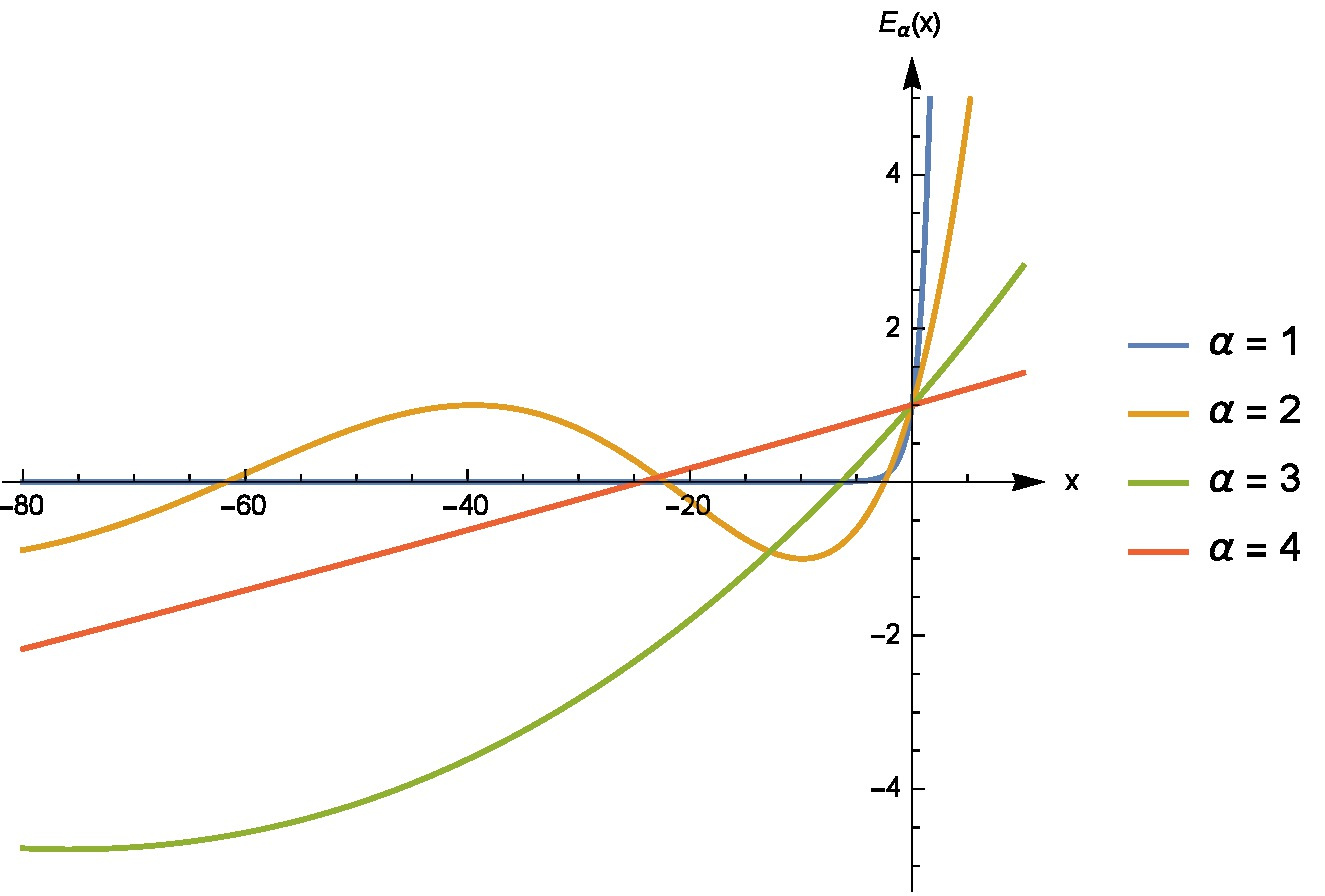

미타그 레플레르 함수(Mittag-Leffler function)는 스웨덴의 망누스 예스타 미타그레플레르의 이름을 따서 지어졌다.
약한 미타그 레플레르 함수
{\displaystyle E_{\alpha }(z)=\sum _{k=0}^{\infty }{{z^{k}} \over {\Gamma (\alpha k+1)}}}
보다  일반화된 미타그 레플레르 함수
{\displaystyle E_{\alpha ,\beta }(z)=\sum _{k=0}^{\infty }{{z^{k}} \over {\Gamma (\alpha k+\beta )}}}
미타그 레플레르 함수는
{\displaystyle \alpha >0,\;\;n=integer}(정수)에서,
삼각함수 특히 일반화된  쌍곡선 함수 {\displaystyle F_{\alpha ,n}^{\alpha }(z)}와 상관관계가 성립한다.
{\displaystyle F_{\alpha n}^{\alpha }(z)=E_{\alpha }(z^{n})}
이것은 강한 지수 법칙과  특수한 운동방정식(통계적인 규칙적 표본 검출이 비교적으로 가능하지 않은 랜덤한 연속적인 걸음걸이 모형, 초확산 수송의 부분영역, 장거리에서 확인되는 성질인 유사탄도궤적 등)에서 계산에 보간작업으로 유효하다.

## 특수 값
{\displaystyle \alpha =n,\;\;n=integer},
{\displaystyle E_{0}(z)={1 \over {1-z}}}
{\displaystyle E_{1}(z)=e^{z}}
{\displaystyle E_{2}(z)=cosh({\sqrt {z}})}

## 같이 보기
- 프랑세즈 - 로빈슨 상수
- 수학 상수
- 무작위 행보
- 레비 상수